# Vallat
Vallat è un comune spagnolo di 52 abitanti situato nella comunità autonoma Valenciana.